# Vaux (Viena)
Vaux és un municipi francès situat al departament de la Viena i a la regió de la Nova Aquitània. L'any 2007 tenia 693 habitants.

## Demografia

### Població
El 2007 la població de fet de Vaux era de 693 persones. Hi havia 284 famílies de les quals 72 eren unipersonals (23 homes vivint sols i 49 dones vivint soles), 102 parelles sense fills, 91 parelles amb fills i 19 famílies monoparentals amb fills.
La població ha evolucionat segons el següent gràfic:
Habitants censats

### Habitatges
El 2007 hi havia 377 habitatges, 293 eren l'habitatge principal de la família, 58 eren segones residències i 27 estaven desocupats. 375 eren cases i 1 era un apartament. Dels 293 habitatges principals, 261 estaven ocupats pels seus propietaris, 27 estaven llogats i ocupats pels llogaters i 5 estaven cedits a títol gratuït; 1 tenia una cambra, 8 en tenien dues, 49 en tenien tres, 71 en tenien quatre i 164 en tenien cinc o més. 214 habitatges disposaven pel capbaix d'una plaça de pàrquing. A 127 habitatges hi havia un automòbil i a 146 n'hi havia dos o més.

### Piràmide de població
La piràmide de població per edats i sexe el 2009 era:
| Homes | Edats   | Dones |
| ----- | ------- | ----- |
| 0     | 95 o +  | 0     |
| 4     | 90 a 94 | 4     |
| 4     | 85 a 89 | 20    |
| 4     | 80 a 84 | 4     |
| 24    | 75 a 79 | 16    |
| 36    | 70 a 74 | 44    |
| 24    | 65 a 69 | 16    |
| 16    | 60 a 64 | 24    |
| 12    | 55 a 59 | 4     |
| 20    | 50 a 54 | 8     |
| 24    | 45 a 49 | 36    |
| 24    | 40 a 44 | 8     |
| 16    | 35 a 39 | 16    |
| 16    | 30 a 34 | 20    |
| 24    | 25 a 29 | 20    |
| 16    | 20 a 24 | 12    |
| 8     | 15 a 19 | 24    |
| 20    | 10 a 14 | 28    |
| 4     | 5 a 9   | 16    |
| 16    | 0 a 4   | 12    |

## Economia
El 2007 la població en edat de treballar era de 420 persones, 318 eren actives i 102 eren inactives. De les 318 persones actives 298 estaven ocupades (158 homes i 140 dones) i 20 estaven aturades (7 homes i 13 dones). De les 102 persones inactives 44 estaven jubilades, 31 estaven estudiant i 27 estaven classificades com a «altres inactius».

### Ingressos
El 2009 a Vaux hi havia 314 unitats fiscals que integraven 760,5 persones, la mediana anual d'ingressos fiscals per persona era de 16.591 €.

### Activitats econòmiques
Dels 17 establiments que hi havia el 2007, 1 era d'una empresa de fabricació d'altres productes industrials, 4 d'empreses de construcció, 3 d'empreses de comerç i reparació d'automòbils, 2 d'empreses de transport, 1 d'una empresa d'hostatgeria i restauració, 1 d'una empresa financera, 1 d'una empresa immobiliària, 3 d'empreses de serveis i 1 d'una empresa classificada com a «altres activitats de serveis».
Dels 6 establiments de servei als particulars que hi havia el 2009, 2 eren fusteries, 1 electricista, 1 perruqueria, 1 restaurant i 1 agència immobiliària.
L'any 2000 a Vaux hi havia 26 explotacions agrícoles que ocupaven un total de 1.408 hectàrees.

## Poblacions més properes
El següent diagrama mostra les poblacions més properes.